# Таркович, Григорий
Григорий Таркович (русин. Ґріґорій Тарковіч; словац. Gregor Tarkovič) — русинский священник, первый епископ грекокатолической архиепархии Прешова.

## Биография

### Происхождение, семья и юность
Родился 21 ноября 1754 года в селе Пасека (ныне находится в Мукачевском районе, Закарпатской области). Его отец былКантором(певцом в церкви), а дед — греко-католическим священником. Имея таких родственников, он до получения образования, будучи ещё ребенком, мог прочитать псалтирь на старославянском языке.

### Образование
Закончил Ужгородскую Гимназию и духовную семинарию Барбареум в Вене на грекокатолического священника.

### Работа священником и преподавателем

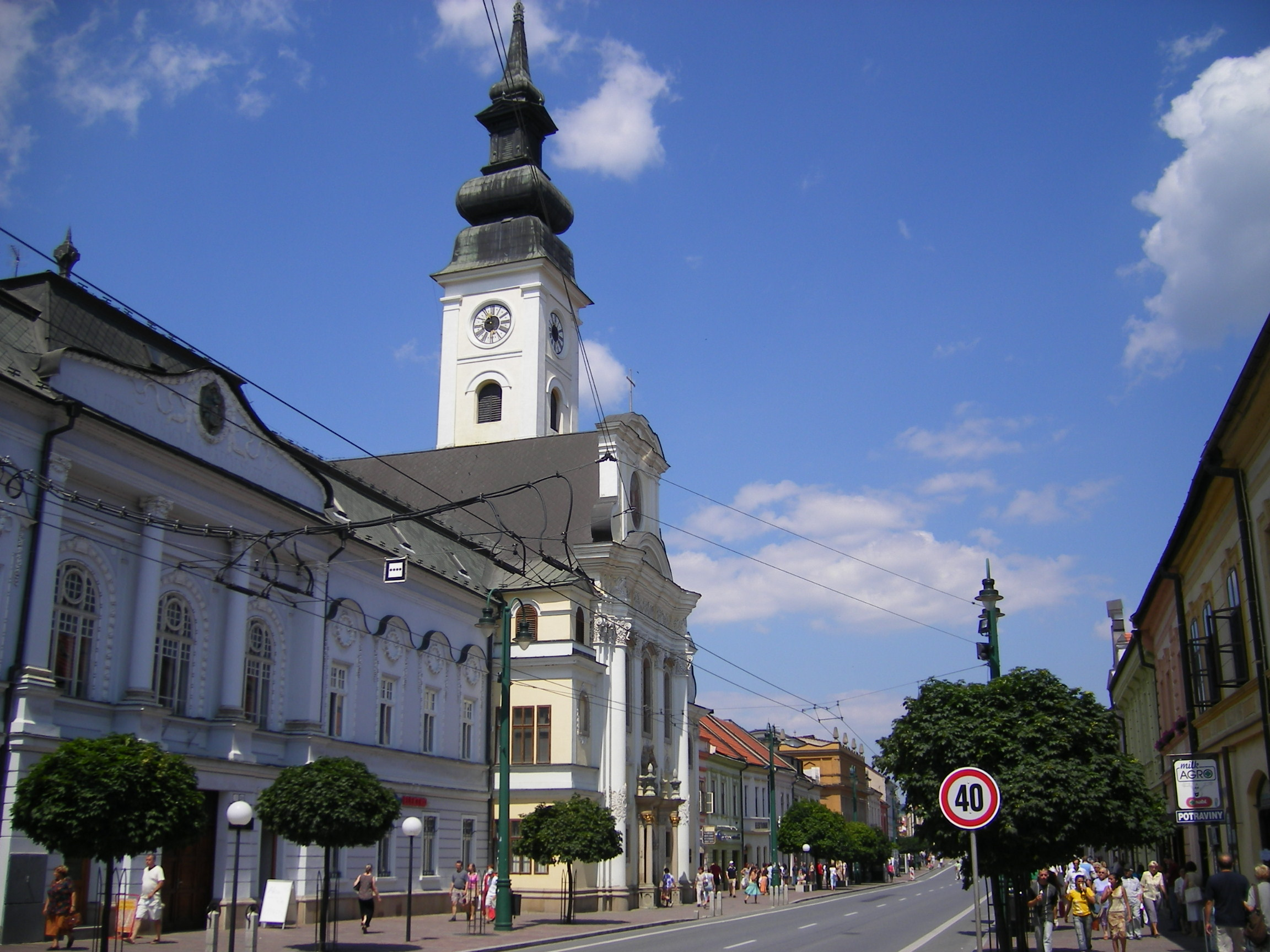
Кафедральным собором архиепархии Прешова является собор святого Иоанна Крестителя (Прешов).

1816 года по указу Франца II была создана грекокатолическая архиепархия Прешова, 13 марта 1816 года он был назначен первым епископом этой архиепархии. Позже он работал вместе с Андреем Бачинским в духовной школе Мука́чево, в которой некоторое время позволялось преподавать на русинском, церковнославянском и румынском языках. Он внёс большой вклад в создание и улучшение архиерейской библиотеки, которая служила источником для обучения будущих священников, в этой библиотека также были книги привезённые из Российской империи.

### Смерть
Умер 16 января 1841 года в Прешове. Похоронен в склепе Прешовского собора.

### Литературная работа

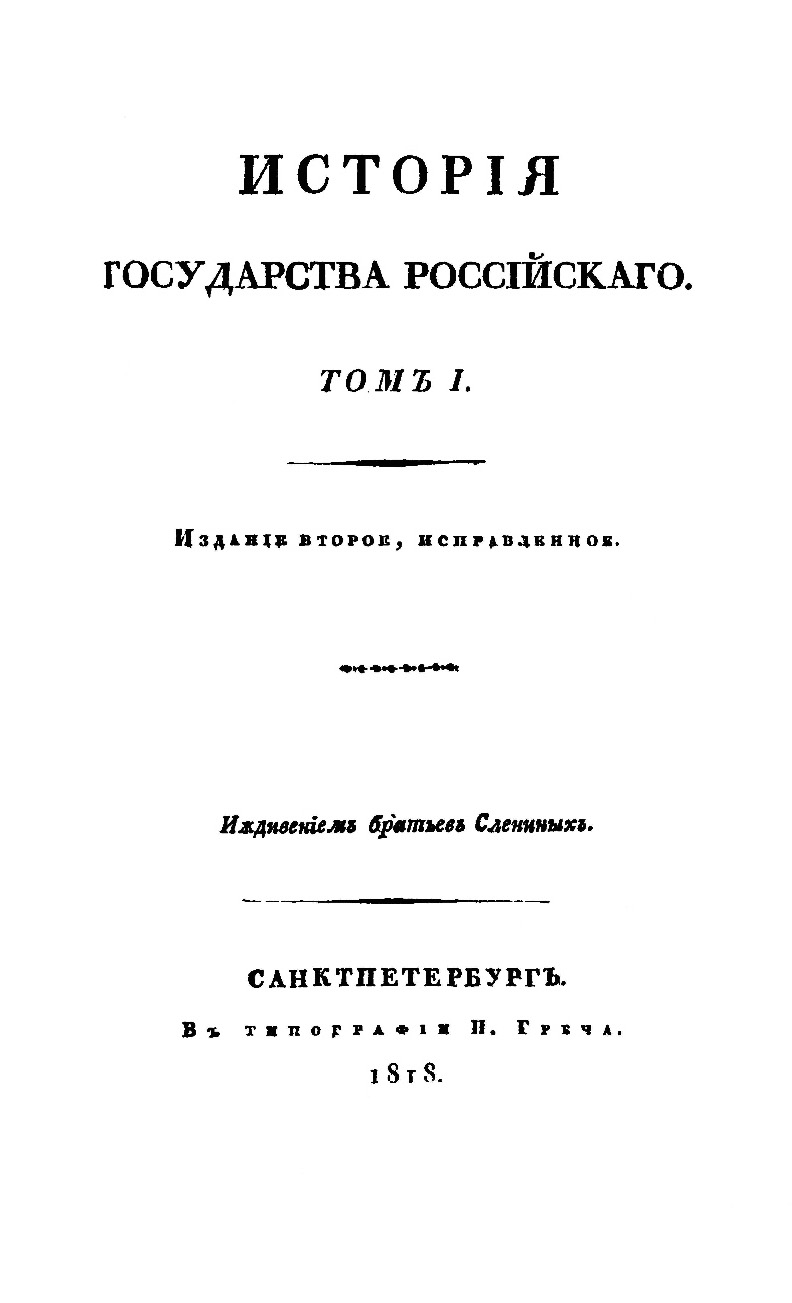
«История государства Российского», в первом томе этого сочинения цитируется ода Григория Тарковича

Написал панегирическую Оду на Иосиф II Габсбурга. Написанная в стиле Михаила Ломоносова, ода демонстрирует знание русской культуры, которой он обучился от русинского педагога Ивана Орлая, который работал в Российской Империи. Произведение стало популярно даже в России, о чем свидетельствует её цитирование в первом томе популярной работы российского историка Николая Карамзина «История государства Российского».